# تاكزيرت
تاڭزيرت هي قرية مغربية شمال المملكة. تنتمي تاڭزيرت لإقليم بني ملال.جهة تادلة ازيلال. بجبال الأطلس المتوسط. تضمت هذه القرية 18.942 نسمة (إحصاء 2004).